# (2730) Barks
(2730) Barks es un asteroide que forma parte del cinturón de asteroides y fue descubierto el 30 de agosto de 1981 por Edward L. G. Bowell desde la Estación Anderson Mesa, en Flagstaff, Estados Unidos.

## Designación y nombre
Barks recibió inicialmente la designación de 1981 QH.
Más tarde se nombró en honor del guionista y dibujante estadounidense Carl Barks (1901-2000).

## Características orbitales
Barks orbita a una distancia media de 2,723 ua del Sol, pudiendo alejarse hasta 3,078 ua y acercarse hasta 2,368 ua. Tiene una excentricidad de 0,1303 y una inclinación orbital de 6,423 grados. Emplea 1641 días en completar una órbita alrededor del Sol.

## Características físicas
La magnitud absoluta de Barks es 11,7 y el periodo de rotación de 6,084 horas. Está asignado al tipo espectral C de la clasificación SMASSII.